# Mäeküla (Halinga)
Mäeküla – wieś w Estonii, w prowincji Parnawa, w gminie Halinga.